# Sinogentiana
Sinogentiana é um género de plantas com flores pertencentes à família Gentianaceae.
A sua área de distribuição nativa é a China.
Espécies:
- Sinogentiana souliei (Franch.) Adr.Favre & Y.M.Yuan
- Sinogentiana striata (Maxim.) Adr.Favre & Y.M.Yuan